# أنتون مارتين (محطة مترو أنفاق مدريد)
أنتون مارتين (بالإسبانية: Antón Martin)‏ هي محطة مترو أنفاق في مدريد في إسبانيا، تقع على الخط رقم 1.